# Edwin Klebs
Theodor Albrecht Edwin Klebs (Königsberg i. Pr., 6 febbraio 1834 – Berna, 23 ottobre 1913) è stato un patologo tedesco, noto fra le altre cose per aver scoperto nel 1883 il batterio Corynebacterium diphtheriae, responsabile della difterite.

## Biografia
Dopo aver studiato alle università di Würzburg e di Berlino riceve il suo dottorato nel 1858 grazie ad una tesi sulla tubercolosi intestinale redatta in latino. Diventò professore di patologia e di batteriologia a Berna Praga, Zurigo (1882–1892). Sono gli anni in cui si dedica alla cura dei suoi testi di anatomia patologica e patologia. Successivamente parte per Chicago dove insegnerà (1896–1900). Anni dopo divenne ricercatore privato a Berlino; ebbe diversi figli e visse il suo ultimo periodo della vita con il più grande di essi a Losanna

## Studi effettuati
Fra i suoi studi principali si ricordano:
- Lo studio effettuato su quella che in seguito verrà denominata malattia di Pierre Marie condotto nel 1884 con la collaborazione di Chr. F. Fritsche, due anni prima degli studi dello stesso Pierre Marie.[2]
- I suoi studi sull'impregnazione in paraffina
- È stato il primo a descrivere una pseudocisti nella pancreatite cronica
- Il genere di batteri Klebsiella è stato chiamato in questo modo in suo onore.[3]